# درخاست جمال‌خان
درخاست جمال‌خان (به انگلیسی: Darkhast Jamal Khan) یک شهرک در پاکستان است که در ناحیه دیره غازی خان واقع شده‌است. درخاست جمال‌خان ۱۱۲ متر بالاتر از سطح دریا واقع شده‌است.